# Tèxtil

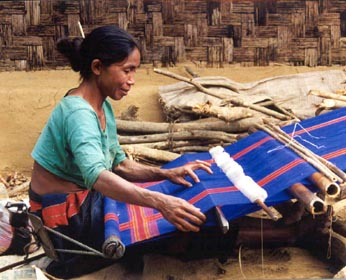
Teler manual

La paraula tèxtil s'aplica a tota classe de teles fabricades per mitjà de trama amb fils teixits. Fins al segle xx es fabricaven fils a partir de quatre fibres: el cotó i el lli, que provenen de sengles plantes; i la seda i la llana, fetes a partir de fibres animals. En l'actualitat s'hi han afegit les fibres artificials. El mot prové del partícip textum amb el sufix -ilis, derivat del verb llatí texere (‘teixir’).
Per a Catalunya la indústria tèxtil va significar l'entrada a la revolució industrial, aprofitant l'energia dels rius centrals del Principat, especialment del Llobregat, el Ter i el Cardener, instal·lant-hi colònies industrials tèxtils al llarg de tot el seu curs.
Per convertir les fibres en fils, primer, amb el batà obridor es netegen les fibres d'impureses. El resultat és la napa, una capa gruixuda i esponjosa que es recull en bobines. Després la carda pentina la napa i acaba de netejar-la, el producte que en resulta rep el nom de cintes de carda. Aquestes cintes es comprimeixen i s'estiren a través d'una màquina que es diu manuar i el resultat vetes, un manyoc molt gruixut, curt i format per moltes fibres paral·leles entre elles. Les vetes es porten a la metxera que les acaba d'estirar i les torça lleugerament. El resultat és la metxa. Ara és quan es fabrica el fil amb les màquines filadores.
El conjunt d'operacions que s'utilitzen per entrellaçar fils de manera regular, permanent i contínua per fer teixits s’anomena tissatge. Per fer això, es fan servir telers.Tots funcionen segons el mateix principi: un conjunt de fils molt propers i paral·lels, passen per un altre fil perpendicularment, anomenat fils de trama. La combinació d'ordit i trama, la diversitat de fibres i fils i el post processament de teixits han produït una varietat de teixits de punt per a usos domèstics i industrials.
El primer teler es va inventar al Neolític. Sembla que són verticals, i l'ordit discorre sobre un bastiment recte. L'ordit es va col·locar horitzontalment a l'Europa medieval. Encara que ser telers manuals, permeten fabricar teixits continus.

## Telers
Parts del teler:
- Plegador d'ordit: tambor on s'enrotllaven els fils d'ordit, situat a la part del darrere del teler.
- Plegador de tela: tambor on s'enrotllava el teixit, situat a la part de davant del teler.
- Lliços: bastiments de fusta per on passava l'ordit i que el feien pujar i baixar alternativament per poder passar millor el fil de trama.
- Llançadora: peça de fusta acabada en punta pels dos extrems amb una obertura al mig on hi havia la bitlla.
- Bitlla: una mena de pal de fusta que tenia el fil de trama enrotllat.
- Calada: obertura que quedava en baixar i pujar els fils d'ordit i per on passava la llançadora.

## Teixits
Els teixits o peces teixides són productes tèxtils. Bens materials fabricats a partir de fils. Els teixits tenen moltes aplicacions. Entre altres en forma de peces de roba per a vestir. Alguns tipus de fibres tenen propietats especials.

## Fibres tèxtils
Fibres d'origen vegetal
Estan constituïdes, bàsicament per cel·lulosa, en alguns casos com el cotó, gairebé pura, però, normalment, acompanyada d'altres substàncies com la lignina. Les fibres d'aquest tipus s'obtenen de diferents parts dels vegetals, per exemple: 
- el fruit: com la fibra de coco, que s'obté dels filaments adherits a la closca del fruit del cocoter, o el cotó, que s'obté del fruit de la cotonera.
- la tija o el tronc:com en el cas del lli, el cànem, el jute i el rami.
- les fulles: com per exemple l'espart i la ràfia.

Fibres d'origen animal
Estan constituïdes bàsicament per proteïnes i s'obtenen a partir del pèl o la llana d'alguns animals, o bé de filaments segregats per certs cucs.
Les més importants són:
- la seda, que s'obté desenrotllant els capolls que fabrica el cuc de seda.
- la llana que s'obté de l'esquilada d'alguns animals com l'ovella i la llama, i també del pèl d'alguns animals, com la cabra. En són exemples el pèl de la cabra de la zona del Caixmir, regió de l'Índia, i el pèl d'Angora, dels quals es fabriquen peces de roba molt apreciades.

Fibres d'origen mineral
Procedeixen de materials inorgànics, com és el cas de l'amiant i la fibra de vidre. Aquestes fibres s'utilitzen, per exemple, per confeccionar teixits per a la indústria gràcies al seu bon comportament davant les altes temperatures. Actualment es restringeix la seva aplicació pel risc per a la salut humana.

### Fibres artificials
Una fibra artificial està creada a partir de primeres matèries naturals que se sotmet a tractaments químics que la transformen per poder ser introduïda en la filatura.

### Fibres sintètiques
Utilitzen components químics.
- Monocomponents: Poliamida, fibres polièster, pliacrílic, fibres modracríliques, fibres olefíniques, fibres spandex i fibres aramídiques.
- Microfibres: Fibres polimídiques, fibres poliester, fibres acríliques.

## Aplicacions, propietats desitjades i assaigs de control

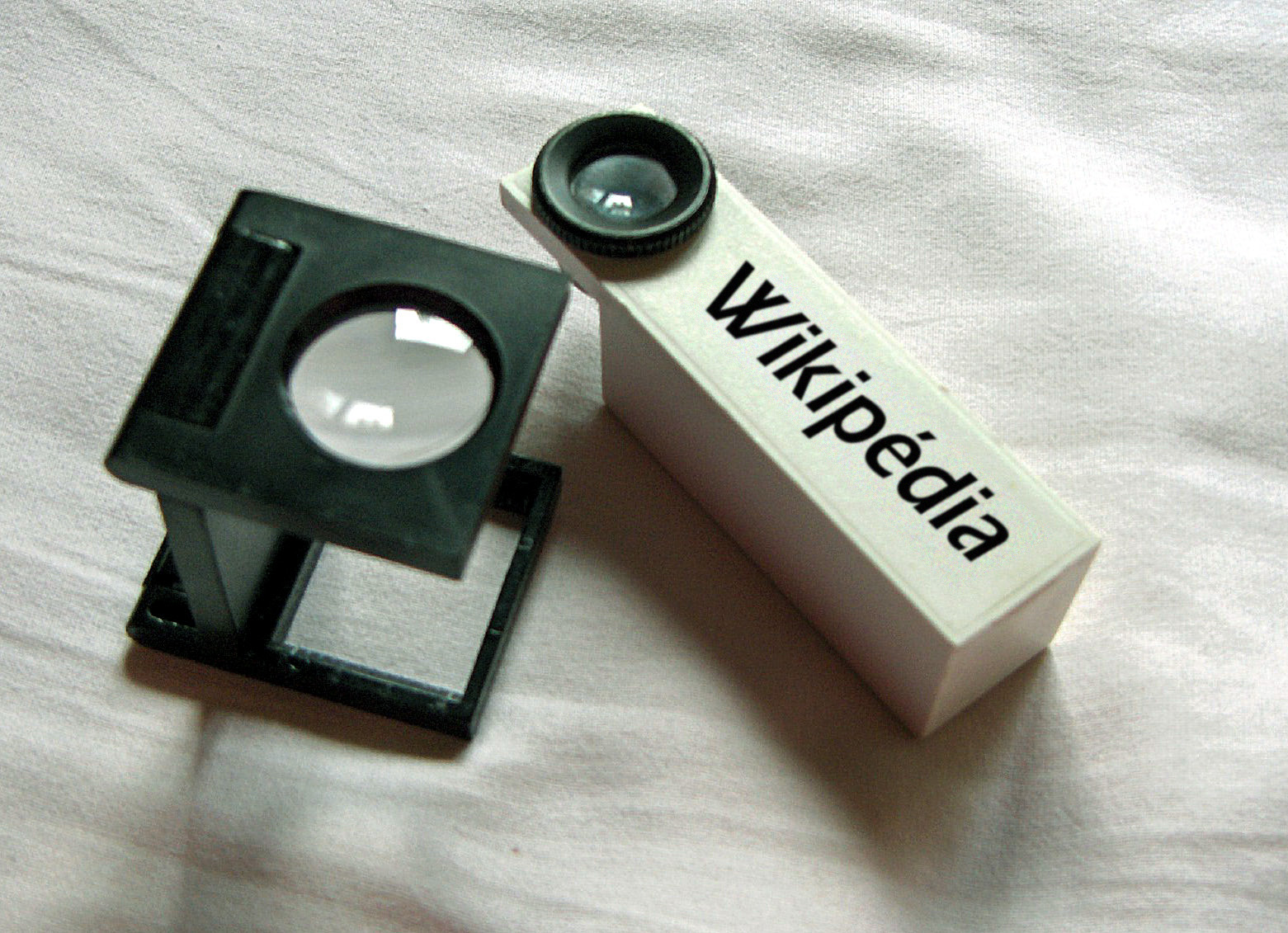
Comptafils

En funció de l’aplicació d’una peça de teixit (per exemple: uns pantalons texans, una vela de vaixell petit, una peça de la faldilla d’un aerolliscador, un teixit per a filtrar,...etc) hi ha una sèrie de propietats desitjades. Hi ha una munió d’assaigs – normalitzats o específics- que permeten verificar les propietats a controlar.

### Assaigs típics

#### Proves físiques
Resistència a l’esquinçament, resistència a l’esclafit, resistència de la costura (longitudinal i perpendicular), , resistència al pelfat involuntari, elasticitat de retorn, resistència al «pilling» i al «feather», resistència a l’abrasió, pes de la tela, densitat de la tela, gruix de la tela, longitud de la tela, forma del teixit, nombre de fils, torçat del fil, mesura del color, índex de blanc, permeabilitat a l’aigua, permeabilitat a l’aire, retenció de taques, proves de cremalleres, proves de botons, proves d’ajustament, resistència accessòria de tracció, tenacitat del fil,...

## Documents històrics
Les referències a les fibres tèxtils, els fils i els teixits són nombroses al llarg de la història. Uns quants exemples poden ajudar a completar la informació sobre el tema.

### La filosa d’Heròdot
Heròdot escrigué l’anècdota d’una dona peònia que filava lli amb una filosa tot caminant, mentre menava un cavall a abeurar i carregava un càntir d’aigua.

### El teler dePenèlope
L'Odissea recull el relat d’un teixit que la dona d’Odisseu teixia de dia i desfeia de nit.

### Plini el Velli ellli
Plini escrigué moltes coses sobre el lli. La seva importància per a fer veles de vaixell. I les qualitats del lli de Tarraco.

### La catifa de Cleòpatra

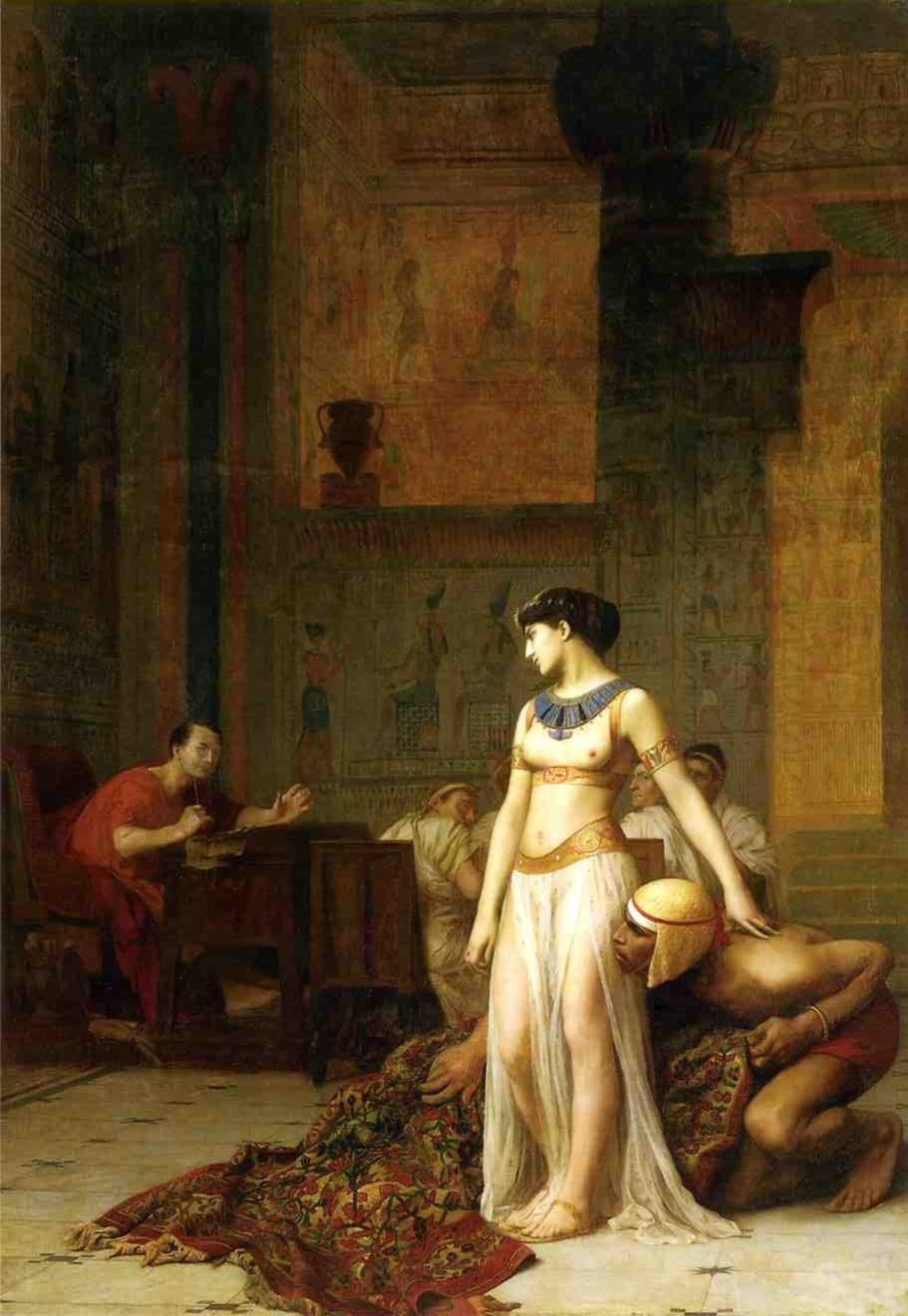
Cleòpatra i Cèsar (1866), per Jean-Léon Gérôme

La llegenda de Cleòpatra presentant-se davant Juli Cèsar amagada en una catifa ( una particular peça de teixit) probablement està basda en unerror de traducció.

### Veles de galera de cotó
Alfons el Benigne demana veles per a galeres a Barcelona i especifica que siguin de cotó.

### El rei despullat
El vell conte fou escrit per Andersen, El vestit nou de l'emperador , imitant relats anteriors. Una versió medieval era la del "Conde Lucanor": "Los burladores que fizieron el paño".

### Poca roba
Epítet que associa la pobresa amb l’escassa possessió de peces teixides. Era el nom d’un falcó de Carles de Viana. I el malnom d’un lladre.

### Superfície vèlica
En els velers es tracta d'una xifra important. Per exemple, en el Cutty Sark era de l'ordre de 2.900 metres quadrats.